# Adrian Ellison
Adrian Charles Ellison (Solihull, 11 de septiembre de 1958) es un deportista británico que compitió en remo como timonel.
Participó en dos Juegos Olímpicos de Verano en los años 1984 y 1992, obteniendo una medalla de bronce en Los Ángeles 1984 en la prueba de cuatro con timonel. Ganó dos medallas de bronce en el Campeonato Mundial de Remo, en los años 1981 y 1989.

## Palmarés internacional
| Juegos Olímpicos   | Juegos Olímpicos             | Juegos Olímpicos  | Juegos Olímpicos   |
| Año                | Lugar                        | Medalla           | Prueba             |
| ------------------ | ---------------------------- | ----------------- | ------------------ |
| 1984               | Los Ángeles (Estados Unidos) | Medalla de oro    | Cuatro con timonel |
| Campeonato Mundial |                              |                   |                    |
| Año                | Lugar                        | Medalla           | Prueba             |
| 1981               | Múnich (RFA)                 | Medalla de bronce | Dos con timonel    |
| 1989               | Bled (Yugoslavia)            | Medalla de bronce | Ocho con timonel   |